# Raurkela Industrial Township
Raurkela Industrial Township ("Sobborgo Industriale di Raurkela") è una città dell'India di 206.566 abitanti, situata nel distretto di Sundergarh, nello stato federato dell'Orissa. In base al numero di abitanti la città rientra nella classe I (da 100.000 persone in su).

## Geografia fisica
La città è situata a 22° 11' 14 N e 84° 53' 57 E.

## Società

### Evoluzione demografica
Al censimento del 2001 la popolazione di Raurkela Industrial Township assommava a 206.566 persone, delle quali 109.388 maschi e 97.178 femmine. I bambini di età inferiore o uguale ai sei anni assommavano a 23.768, dei quali 12.246 maschi e 11.522 femmine. Infine, coloro che erano in grado di saper almeno leggere e scrivere erano 153.552, dei quali 87.548 maschi e 66.004 femmine.